# اولین عشق (فیلم ۲۰۰۴)
اولین عشق (به ایتالیایی: Primo Amore) فیلمی به کارگردانی ماتئو گارونه است که در سال ۲۰۰۴ منتشر شد.